# كاري أركيفيو
كاري أركيفيو (بالفنلندية: Kari Arkivuo)‏ (23 يونيو 1983 بلاهتي في فنلندا - ) هو لاعب كرة قدم فنلندي في مركز الظهير. شارك مع منتخب فنلندا تحت 21 سنة لكرة القدم ومنتخب فنلندا لكرة القدم. أما مع النوادي، فقد لعب مع غو أهد إيغلز ونادي ساندفيورد ونادي لاهتي ونادي هكن.

## وصلات خارجية
- كاري أركيفيو على موقع الاتحاد الدولي (مؤرشف)  (الإنجليزية)
- كاري أركيفيو على موقع الاتحاد الأوربي (الإنجليزية)
- كاري أركيفيو على موقع اتحاد السويد (السويدية)
- كاري أركيفيو على موقع قاعدة بيانات كرة القدم.إي يو (الإنجليزية)
- كاري أركيفيو على موقع بيانات كرة القدم. دي إي (الألمانية)
- كاري أركيفيو على موقع ناشيونال فوتبول تيمز (الإنجليزية)
- كاري أركيفيو على موقع Soccerbase.com (لاعب) (الإنجليزية)
- كاري أركيفيو على موقع Soccerway.com (الإنجليزية)
- كاري أركيفيو على موقع عالم كرة القدم.نت (الإنجليزية)